# Renata Sebastiani
Renata Sebastiani (1978) es una bióloga, botánica, curadora, taxónoma y profesora brasileña.

## Biografía
En 2000, obtuvo una licenciatura en historia natural, por la Universidad Presbiteriana Mackenzie; y, tanto la maestría en Biología Vegetal, en 2005; y, en 2010 el doctorado en biodiversidad y ambiente, por la Universidad de São Paulo.
Es investigadora de la Universidad Federal de São Carlos, y del Instituto de Botánica de la Universidad Estatal Paulista.
Es autora en la identificación y nombramiento de nuevas especies para la ciencia, a abril de 2015, de tres nuevos registros de especies, especialmente de la familia Malpighiaceae, y en especial del género Janusia (véase más abajo el vínculo a IPNI).

## Algunas publicaciones
- r. Sebastiani, m.a.v. cruz-Barros, a.m.s. Correa. 2014. Palynological study of Janusia A.Juss. and related genera (Malpighiaceae). Revista Brasileira de Botânica (impreso): 1

- ----------------, m.c. h. Mamede. 2014. Two new species of Janusia (Malpighiaceae) from Brazil. Hoehnea (São Paulo) 41: 121-127

- ALMEIDA, R. F. ; FRANCENER, A. ; SEBASTIANI, R. 2013. New records on endangered and endemic species of Stigmaphyllon A.Juss. (Malpighiaceae) in Brazil. Check List (São Paulo, online) 9: 1084-1086

- Zedenil Rodrigues Mendes, r. Sebastiani. 2012. Studies on Cactaceae from Paranapiacaba Biological Reserve (Santo André, São Paulo State, Brazil). Hoehnea (São Paulo) 39: 409-419

- SENA, F. S. ; MENGHINI, R. P. ; CASSANO, V. ; SEBASTIANI, R. 2012. Macroalgal community of pneumatophores in a mangrove of Barnabé Island (Baixada Santista), SP, Brazil: preliminary analysis. Communications in Plant Sciences 2: 148-152

- SANTOS, P. V. ; SEBASTIANI, R. 2011. Plantas medicinais utilizadas por uma comunidade universitária no Município de São Paulo. Revista do Instituto de Ciencias da Saude (UNIP) 29: 11-15

- ---------------------, -----------------. 2010. Estudos taxonômicos em Heteropterys subsect. Stenophyllarion (Malpighiaceae). Hoehnea (São Paulo) 37: 337-366

### Capítulos de libros
- m.c. h. Mamede, a.m. Amorim, renata Sebastiani. 2010. Malpighiaceae. En: Rafaela Campostrini Forzza et al. (org.) Catálogo de Plantas e Fungos do Brasil. Rio de Janeiro: Instituto de Pesquisas Jardim Botânico do Rio de Janeiro, vv. 2, pp. 1183-1201.

## Honores

### Revisiones de ediciones
- 2010: Revista do Instituto Florestal
- 2013: Acta Botanica Brasilica
- 2013: Brazilian Journal of Botany
- 2014: Revista Árvore (Online)
- 2014: Sitientibus serie Ciencias Biológicas (SCB)

### Membresías
- de la Sociedad Botánica del Brasil[6]

- La abreviatura «R.Sebast.» se emplea para indicar a Renata Sebastiani como autoridad en la descripción y clasificación científica de los vegetales.[7]

- Portal:Botánica. Contenido relacionado con Botánica.
- Portal:Biología. Contenido relacionado con Taxonomía.